# Denis & Denis
Denis & Denis je riječki elektro pop bend koji su sačinjavali klavijaturista Davor Tolja, pevačica Marina Perazić i gitarista Edi Kraljić. Grupa je poznata po hitovima kao što su Program tvog kompjutera, Voli me još ovu noć, Ja sam lažljiva i Soba 23.

## Festivali
MESAM:
- Oaze snova, treća nagrada publike i nagrada za najbolju interpretaciju, '85
- Bengalski tigar, treća nagrada publike, '87

Jugoslovenski izbor za Evrosong:
- Braća Grimm i Andersen, treće mesto, Priština '86

Melodije Istre i Kvarnera:
- Tuja je tujiina, '96

Split:
- Od A do Ž, 2003

Sunčane skale, Herceg Novi:
- Što te briga čija sam, 2008

CMC festival, Vodice:
- Alarm, 2013

## Diskografija
Singl
- Program tvog kompjutera / Noć (Jugoton 1984)

Albumi
- Čuvaj se! (Jugoton 1984)
- Ja sam lažljiva (Jugoton 1985 mini LP)
- Budi tu (Jugoton 1988)

Kompilacije
- Program tvog kompjutera (Croatia Records 1995)
- (Croatia Records 2006)[2]

izvor:  -Denis & Denis (ukoliko nije drugačije navedeno)

## Literatura
- Janjatović, Petar (2003). Ex YU rock enciklopedija. Beograd: Čigoja štampa.  137175308.

## Spoljašnje veze
- Denis & Denis na